# پالئوسن
| سامانه  | ردیف    | اشکوب      | سن (میلیون سال) |
| ------- | ------- | ---------- | --------------- |
| نئوژن   | میوسن   | آکیتانین   | → پیش از آن     |
| پالئوژن | الیگوسن | چاتین      | ۲۳٫۰۳–۲۸٫۴      |
| پالئوژن | الیگوسن | روپلین     | ۲۸٫۴–۳۳٫۹       |
| پالئوژن | ائوسن   | پریابونین  | ۳۳٫۹–۳۷٫۲       |
| پالئوژن | ائوسن   | بارتونین   | ۳۷٫۲–۴۰٫۴       |
| پالئوژن | ائوسن   | لوتتین     | ۴۰٫۴–۴۸٫۶       |
| پالئوژن | ائوسن   | ایپرزین    | ۴۸٫۶–۵۵٫۸       |
| پالئوژن | پالئوسن | تانتین     | ۵۵٫۸–۵۸٫۷       |
| پالئوژن | پالئوسن | سلاندین    | ۵۸٫۷–۶۱٫۷       |
| پالئوژن | پالئوسن | دانین      | ۶۱٫۷–۶۵٫۵       |
| کرتاسه  | پسین    | ماستریختین | → پس از آن      |

پالئوسن (Paleocene یا Palaeocene) یکی از دورهای زمین‌شناسی است که از حدود ۶۵٫۵ میلیون سال پیش آغاز شد و تا حدود ۵۵٫۸ میلیون سال پیش ادامه یافت.
دور پالئوسن نخستین دور در دورهٔ پالئوژن (دیرین‌زاد) است و جزئی از دوران نوزیستی به‌شمار می‌آید.

## سنگ‌های تفتالی پالئوسن ایران
آنچه از سنگ‌های تفتالی (ماگمائی) ایران با قاطعیت و منحصراً به پالئوسن نسبت داده شده، شامل پاره‌ای سنگ‌های آتشفشانی یا آتشفشانی- رسوبی است که غالباً ترکیب آندزیتی دارند.
سنگ‌های اخیر شامل سنگهای آندزیتی (قائن، تبریز)، آندزیتی همراه با آتشفشانی رسوبی (منطقه اردبیل) و پاره‌ای از سنگ‌های متاآندزیتی (منطقه بیرجند) است. در شرق ایران یعنی در حوالی دریاچه هامون مجموعه‌های آتشفشانی- رسوبی و در منطقه الله‌آباد سنگهای بازالتی و رسوبی نیز به پالئوسن منسوب‌اند.